# Intoxication professionnelle à l'arsenic
Pour les articles homonymes, voir Arsenic (homonymie).
Cet article décrit les critères administratifs pour qu'une intoxication à l'arsenic soit reconnue comme maladie professionnelle en France. 

Pour la description clinique de la maladie se reporter à l'article suivant : 

## Législation enFrance

### Régime général
| Fiche Maladie Professionnelle | Fiche Maladie Professionnelle | Fiche Maladie Professionnelle |
| Ce tableau définit les critères à prendre en compte pour qu'une intoxication par l'arsenic soit prise en charge au titre de la maladie professionnelle                                                                 | Ce tableau définit les critères à prendre en compte pour qu'une intoxication par l'arsenic soit prise en charge au titre de la maladie professionnelle | Ce tableau définit les critères à prendre en compte pour qu'une intoxication par l'arsenic soit prise en charge au titre de la maladie professionnelle |
| Régime Général. Date de création : 20 décembre 1942 | Régime Général. Date de création : 20 décembre 1942 | Régime Général. Date de création : 20 décembre 1942 |
| Tableau no 20 RG | Tableau no 20 RG | Tableau no 20 RG |
| Affections professionnelles provoquées par l'arsenic et ses composés minéraux | Affections professionnelles provoquées par l'arsenic et ses composés minéraux                                                                          | Affections professionnelles provoquées par l'arsenic et ses composés minéraux |
| --- | --- | --- |
| Désignation des Maladies | Délai de prise en charge | Liste indicative des principaux travaux susceptibles de provoquer ces maladies |
| A. - Intoxication aiguë : - Insuffisance circulatoire, troubles du rythme, arrêt circulatoire; - Vomissement, diarrhée, syndrome de cytolyse hépatique. - Encéphalopathie; - Troubles de l'hémostase; - Dyspnée aiguë. | 7 jours | Tous travaux exposant à la manipulation ou à l'inhalation d'arsenic ou de ses composés minéraux, notamment : - traitement pyro-métallurgique de minerais arsenicaux; - traitement pyro-métallurgique de métaux non ferreux arsenicaux; - fabrication ou emploi de pesticides arsenicaux; - emploi de composés minéraux arsenicaux dans le travail du cuir, en verrerie, en électronique. |
| B. - Effets caustiques - Dermatite de contact orthoergique, plaies arsencales; - Stomatite, rhinite, ulcération ou perforation de la cloison nasale - Conjonctivite, kératite, blépharite.                             | 7 jours | |
| C. - Intoxication subaiguë - Polynévrites ; - Mélanodermie ; - Dyskératoses palmo -plantaires. | 90 jours | |
| D. - Affections cancéreuses - Dyskératose lenticulaire en disque (maladie de Bowen); - Epithelioma cutané primitif; - Angiosarcome du foie.                                                                            | 40 ans | |
| Date de mise à jour : 23 juin 1985 | | |

### Régime agricole
| Fiche Maladie Professionnelle | Fiche Maladie Professionnelle | Fiche Maladie Professionnelle |
| Ce tableau définit les critères à prendre en compte pour qu'une intoxication par l'arsenic soit prise en charge au titre de la maladie professionnelle                                                                     | Ce tableau définit les critères à prendre en compte pour qu'une intoxication par l'arsenic soit prise en charge au titre de la maladie professionnelle | Ce tableau définit les critères à prendre en compte pour qu'une intoxication par l'arsenic soit prise en charge au titre de la maladie professionnelle      |
| Régime Agricole. Date de création : 17 juin 1955 | Régime Agricole. Date de création : 17 juin 1955 | Régime Agricole. Date de création : 17 juin 1955 |
| Tableau no 10 RA | Tableau no 10 RA | Tableau no 10 RA |
| Affections professionnelles provoquées par l'arsenic et ses composés minéraux | Affections professionnelles provoquées par l'arsenic et ses composés minéraux                                                                          | Affections professionnelles provoquées par l'arsenic et ses composés minéraux                                                                               |
| --- | --- | --- |
| Désignation des Maladies | Délai de prise en charge | Liste indicative des principaux travaux susceptibles de provoquer ces maladies                                                                              |
| A - Effets caustiques : - dermite de contact orthoergique, plaies arsenicales ; - stomatite, rhinite, ulcération ou perforation de la cloison nasale ; - conjonctivite, kératite, blépharite.                              | 7 jours | Tous travaux exposant à la manipulation ou à l'emploi d'arsenic ou de ses composés minéraux, notamment lors des traitements anticryptogamiques de la vigne. |
| B - Intoxication aiguë : - insuffisance circulatoire, troubles du rythme, arrêt circulatoire ; - vomissement, diarrhée, syndrome de cytoloyse hépatique ; - troubles de l'hémostase ; - encéphalopathie ; - dyspnée aiguë. | 7 jours | |
| C - Intoxication subaiguë ou chronique : - polynévrites ;. - mélanodermie ; - dyskératoses palmo-plantaires. | 90 jours | |
| D - Affections cancéreuses : - dyskératose lenticulaire en disque (maladie de Bowen) ; - épithélioma cutané primitif ; - angiosarcome du foie ; - cancer bronchique primitif.                                              | 40 ans | |
| Date de mise à jour : 22 août 1986 | | |

### Sources spécifiques
- (fr) Tableau N° 20 des maladies professionnelles du régime Général
- (fr) Tableau N° 10 des maladies professionnelles du régime Agricole

### Sources générales
- (fr) Tableaux du régime Général sur le site de l’AIMT
- (fr) Guide des maladies professionnelles sur le site de l’INRS